# Saison BAA 1948-1949
Navigation
Saison 1947-1948 Saison 1949-1950
La saison BAA 1948-1949 est la 3e (et dernière) saison de la Basketball Association of America, qui deviendra plus tard la National Basketball Association (NBA). La saison se termine sur la victoire des Lakers de Minneapolis lors des Finales BAA face aux Capitols de Washington 4 matches à 2.

## Faits notables
- Quatre équipes de la NBL (National Basketball League) (Fort Wayne, Indianapolis, Minneapolis et Rochester) intègrent la BAA.

## Classement final
| Champion de division | Qualifié pour les playoffs | Éliminé des playoffs |

| Division Est               | V  | D  | PCT    | GB |
| -------------------------- | -- | -- | ------ | -- |
| Capitols de Washington     | 38 | 22 | 60,9 % | -  |
| Knicks de New York         | 32 | 28 | 57,8 % | 6  |
| Bullets de Baltimore       | 29 | 31 | 45,3 % | 9  |
| Warriors de Philadelphie   | 28 | 32 | 35,5 % | 10 |
| Celtics de Boston          | 25 | 35 | 30,6 % | 13 |
| Steamrollers de Providence | 12 | 48 | 17,7 % | 26 |

| Division Ouest         | V  | D  | PCT    | GB |
| ---------------------- | -- | -- | ------ | -- |
| Royals de Rochester    | 45 | 15 | 75,0 % | -  |
| Lakers de Minneapolis  | 44 | 16 | 73,3 % | 1  |
| Stags de Chicago       | 38 | 22 | 63,3 % | 7  |
| Bombers de Saint-Louis | 29 | 31 | 48,3 % | 16 |
| Pistons de Fort Wayne  | 22 | 38 | 36,7 % | 23 |
| Jets d'Indianapolis    | 18 | 42 | 30,0 % | 27 |

## Leaders de la saison régulière
| Catégorie                  | Joueur       | Franchise              | Statistique |
| -------------------------- | ------------ | ---------------------- | ----------- |
| Points par match           | George Mikan | Lakers de Minneapolis  | 28,3        |
| Passes décisives par match | Bob Davies   | Royals de Rochester    | 5,4         |
| % à 2 points               | Arnie Risen  | Royals de Rochester    | 42,3        |
| % aux lancers francs       | Bob Feerick  | Capitols de Washington | 85,9        |

## Play-offs
|  | Demi-finales de Division | Demi-finales de Division | Demi-finales de Division |                       |   | Finales de Division    | Finales de Division | Finales de Division |  |  | Finales BAA | Finales BAA            | Finales BAA |
|  |                          |                          |                          |                       |   |                        |                     |                     |  |  |             |                        |             |
|  | 1                        | Capitols de Washington   | 2                        |                       |   |                        |                     |                     |  |  |             |                        |             |
|  | 4                        | Warriors de Philadelphie | 0                        |                       |   |                        |                     |                     |  |  |             |                        |             |
|  | 4                        | Warriors de Philadelphie | 0                        |                       | 1 | Capitols de Washington | 2                   |                     |  |  |             |                        |             |
|  | Division Est             |                          |                          |                       | 1 | Capitols de Washington | 2                   |                     |  |  |             |                        |             |
|  |                          |                          | 2                        | Knicks de New York    | 1 |                        |                     |                     |  |  |             |                        |             |
|  | 2                        | Knicks de New York       | 2                        | Knicks de New York    | 1 | 2                      |                     |                     |  |  |             |                        |             |
|  | 2                        | Knicks de New York       |                          |                       |   | 2                      |                     |                     |  |  |             |                        |             |
|  | 3                        | Bullets de Baltimore     | 1                        |                       |   |                        |                     |                     |  |  |             |                        |             |
|  |                          |                          |                          |                       |   |                        |                     |                     |  |  | E1          | Capitols de Washington | 2           |
|  |                          |                          | O2                       | Lakers de Minneapolis | 4 |                        |                     |                     |  |  |             |                        |             |
|  | 1                        | Royals de Rochester      | 2                        |                       |   |                        |                     |                     |  |  |             |                        |             |
|  | 4                        | Bombers de Saint-Louis   | 0                        |                       |   |                        |                     |                     |  |  |             |                        |             |
|  | 4                        | Bombers de Saint-Louis   | 0                        |                       | 1 | Royals de Rochester    | 0                   |                     |  |  |             |                        |             |
|  | Division Ouest           |                          |                          |                       | 1 | Royals de Rochester    | 0                   |                     |  |  |             |                        |             |
|  |                          |                          | 2                        | Lakers de Minneapolis | 2 |                        |                     |                     |  |  |             |                        |             |
|  | 2                        | Lakers de Minneapolis    | 2                        | Lakers de Minneapolis | 2 | 2                      |                     |                     |  |  |             |                        |             |
|  | 2                        | Lakers de Minneapolis    |                          |                       |   | 2                      |                     |                     |  |  |             |                        |             |
|  | 3                        | Stags de Chicago         | 0                        |                       |   |                        |                     |                     |  |  |             |                        |             |

## Récompenses individuelles
- All-BAA First Team :
  - Max Zaslofsky, Stags de Chicago
  - Bob Davies, Royals de Rochester
  - George Mikan, Lakers de Minneapolis
  - Jim Pollard, Lakers de Minneapolis
  - Joe Fulks, Warriors de Philadelphie

- All-BAA Second Team :
  - Ken Sailors, Steamrollers de Providence
  - Bob Feerick, Capitols de Washington
  - Bones McKinney, Capitols de Washington
  - Arnie Risen, Royals de Rochester
  - John Logan, Bombers de Saint-Louis